# Ladomérmindszent
Ladomérmindszent (szlovákul: Ladomerská Vieska) község Szlovákiában, a Besztercebányai kerületben, a Garamszentkereszti járásban. Garamladomér és Garammindszent egyesítésével jött létre.

## Fekvése
Garamszentkereszttől 2 km-re, délre fekszik.

## Története

### Ladomér
A Ladomér név pataknévként már 1075-ben felbukkan. A község valószínűleg 1253 előtt keletkezett. Első írásos említése 1335. január 9-én az esztergomi káptalan oklevelében történik, melyből kiderül, hogy "Lodomar" a saskői váruradalom része volt.
1601-ben Ladoméron 25 ház és a Liptay család kúriája állt. Legrégibb pecsétje 1643-ból való. A 17. század közepén Dóczy Zsigmond építtetett itt reneszánsz kastélyt. 1650-ben III. Ferdinánd Liptay Gáspár kérelmére Bécsben kelt oklevelében évi két vásárt engedélyez a településnek és oppidium rangjára emeli. A 17. század második felében a Liptayak ladoméri kastélya volt a saskői uradalom tényleges központja. Egy 1694-es feljegyzés szerint lakói főként szőlő- és gyümölcstermesztésből éltek. A ladoméri Szentháromság templom 1705-ben épült. 1708. október 27-én a Saskő várát elfoglaló császári sereg felégette és szétlőtte a várat és az uradalom igazgatását a ladoméri kastélyba költöztették. 1720-ban 16 adózó portája létezett. A 18. század közepén készült el a Mária-oszlop. Szlovák nyelvű római katolikus iskoláját 1778-ban alapították. 1828-ban 41 házban 266, Vieszkán 35 házban 236 lakos élt.
Vályi András szerint: "LADOMÉR. Magyar falu Bars Várm. földes Ura az Esztergomi Káptalanbéli Uraság, lakosai külömbfélék, fekszik Viszkához közel, és annak filiája, határja jó, vagyonnyai külömbfélék."
Fényes Elek szerint: "Ladomér, tót falu, Bars vmegyében, Sz. Kereszt mellett: 266 kath. lak. F. u. a Viczay nemzetség. Ut. p. Győr."
Bars vármegye monográfiája szerint: "Ladomér, a Garamvölgyben fekvő kisközség, túlnyomóan tót ajkú lakosokkal, kiknek száma 370. 1075-ben a szent-benedeki apátság alapító levelében szerepel, de később már Saskó várának a tartozéka. 1342-ben Wezzeus mester volt az ura, azután Zobonya fia László; 1424-ben Zsigmond király Borbála királynénak adományozta, de később a Lippaiak, majd a Dóczyak birtokába került. A községben levő kastély építését Dóczy Zsigmond nejének: Eufrozinának tulajdonítják, a ki, mikor a török rabságból kiszabadult, nem ment Saskő várába lakni, hanem állitólag ezt a kastélyt építtette és itt telepedett le. Hogy az épület nagyon régi, azt falai és az épület alatt még ma is látható börtönfülkék tanusítják. Most Balázsovics József tulajdona. Katholikus kápolnája 1703-ban épült egy réginek a helyén és itt van eltemetve az utolsó Dóczy, a ki a lévai basával vívott párbajban esett el. E községhez tartoznak a Konicze, Bukovinka és Szrnosziet nevű tanyák és telepek is. Postája, távirója és vasúti állomása Garamszentkereszt."
A trianoni békediktátumig Bars vármegye Garamszentkereszti járásához tartozott, majd 1920-ban Csehszlovákia része lett.
A második világháború után a két település gyors fejlődésnek indult, 1946 és 1961 között 158 új ház épült. Az 1950-es évek végén a Garam bal partján kohászati kombinátot hoztak létre és ipari övezet alakult ki.

### Garammindszent
"Veszka" falu – a későbbi Garammindszent – a garamszentbenedeki apátság birtokán keletkezett, első említése 1352-ben történik. A falu azonban nyilvávalóan régebbi, hiszen templomát és plébániáját az 1332 és 1335 között felvett pápai tizedjegyzék már említi. 1538-tól az esztergomi káptalannak adózott, majd rövid ideig a királynak.
1601-ben Vieszkán iskola és 23 ház volt. 1607-ben Bocskai hajdúi felgyújtották. 1720-ban Vieszkának 15 adózó portája létezett. 1828-ban 35 házában 236 lakos élt. 1850-től Vieszkán is háromosztályos népiskola indult, mely 1911-ig működött, amikor megalapították az állami iskolát.
Vályi András szerint: "VIESZKA. Tót falu Bars Várm. földes Ura az Esztergomi Káptalanbéli Uraság, lakosai katolikusok, fekszik F. Apátihoz, és Beczkóhoz nem meszsze; földgye síkos, és meglehetős termékenységű, komlója is terem, kereskedésre módgya Oszlányon, fája van, legelője szoros."
Fényes Elek szerint: "Vieszka, Bars m. tót f. Sz. Kereszt mellett, 236 kath. lak. Kath. paroch. temp. Komlót és jó rozsot termeszt. F. u. az esztergomi káptalan. Ut. p. Selmecz."
Bars vármegye monográfiája szerint: "Garammindszent, a Garamvölgyben fekvő tót kisközség, 337 róm. kath. lakossal. Már a XIV. század közepén szerepelt, mint a szent-benedeki apátság birtoka Veszka néven. 1538-ban Vijeszka alakban az esztergomi káptalan birtokában találjuk, azután a saskői vár tartozéka és a Dóczyak birtoka. A község templomában nyugszik Dóczy Zsigmond és a sírbolt emléktáblájának felirata a következő: "Spectabilis et Magnificus Dominus Dominus Sigismundus Dóczy de Nagy Luczye, Liber Baro Arcium Saskő et Revistye, in Virovitz, Gálos, Baar et Sarfia Dominus, qui in horribili Zernoviensium a saevissimo Turca depopulatione captus, una cum uxore Eufrosyna Kayzerin, illa quidem ablata ipse etiam auferri mire tentat, verum infirmitate gravatus, post ablatam vitae sociam et amissas facultates etiam vitam sibi auferri brachio turcico ultro generose expostulavit An. 1647 die 4. aug. aetatis suae 45. Cui mestus frater, natu senior, affigi curavit. S. A. M. D. D. M. D." A község 1665-ben a törököktől sokat szenvedett. A Dóczyak után az uradalom előbb a kincstárra, azután az esztergomi káptalanra szállott. Temploma ősrégi, azonban már gyakran átépítették. Postája, távirója és vasúti állomása Garamszentkereszt."
A trianoni békediktátumig Bars vármegye Garamszentkereszti járásához tartozott, majd 1920-ban Csehszlovákia része lett.
1928-ban bővítették a garammindszenti templomot. A második világháború után a két település gyors fejlődésnek indult, 1946 és 1961 között 158 új ház épült. Az 1950-es évek végén a Garam bal partján kohászati kombinátot hoztak létre és ipari övezet alakult ki. 1957-ben megépült a garammindszenti kultúrház.

### Ladomérmindszent
1960. január 1-jén közigazgatási átszervezéssel egyesítették a két községet és az egyesített település a Ladomerská Vieska nevet kapta. 1971. december 1-jén közigazgatásilag Garamszentkereszthez csatolták. 1991. április 1-jén a község visszakapta önállóságát.

## Népessége
| Év:            | 1994. | 2004.   | 2014.   | 2024.   |
| -------------- | ----- | ------- | ------- | ------- |
| Emberek száma: | 819   | 782     | 805     | 758     |
| Eltérés:       |       | -4,51 % | +2,94 % | -5,83 % |

| Év:            | 2023. | 2024.   |
| -------------- | ----- | ------- |
| Emberek száma: | 763   | 758     |
| Eltérés:       |       | -0,65 % |

1910-ben Garamladomérnak 357, Garammindszentnek 407, túlnyomórészt szlovák anyanyelvű lakosa volt.
2001-ben 798 lakosából 779 szlovák volt.
2011-ben 827 lakosából 798 szlovák volt.

## Nevezetességei
Garamladomér:
- Reneszánsz kastélyát a 17. században építették, a 19. század végén neobarokk stílusban építették át.
- A Szentháromság tiszteletére szentelt római katolikus temploma 1705-ben épült neobarokk stílusban.
- Barokk Mária-oszlopa 18. századi.

Garammindszent:
- Római katolikus temploma a 14. században épült gótikus stílusban. 1552-ben reneszánsz stílusban építették át. 1928-ban megújították. Legrégibb műemléke Dóczy Zsigmond sírköve 1647-ből.

## Külső hivatkozások
- Hivatalos oldal
- Községinfó
- Ladomérmindszent Szlovákia térképén
- A község története (szlovákul)[halott link]